# Bouteille de pesage

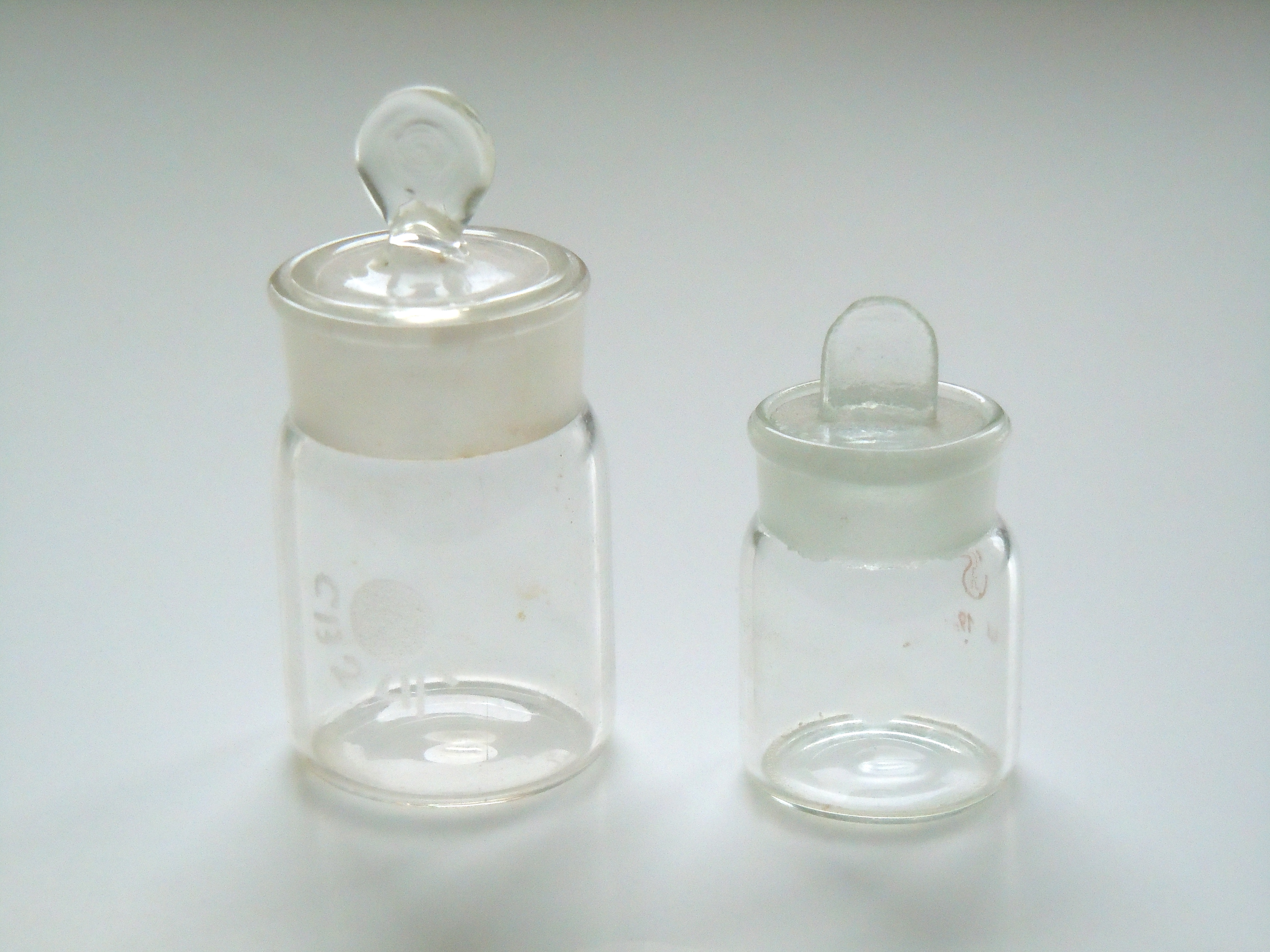
Deux bouteilles de pesage en verre. Un bouchon rodé assure l'étanchéité.

Les bouteilles de pesage sont des équipements de laboratoire utilisés pour la pesée précise de solides. Il en existe de différentes tailles, formes et contenances.
Elles sont généralement en verre mince et fragile, mais il en existe en plastique résistant ou en céramique. Elles sont chimiquement inertes pour ne pas interférer avec la nature du contenu. L'utilisation d'une spatule adaptée pour ajouter le solide de manière précise et efficace peut être utile.